# Stadtbefestigung Quedlinburg

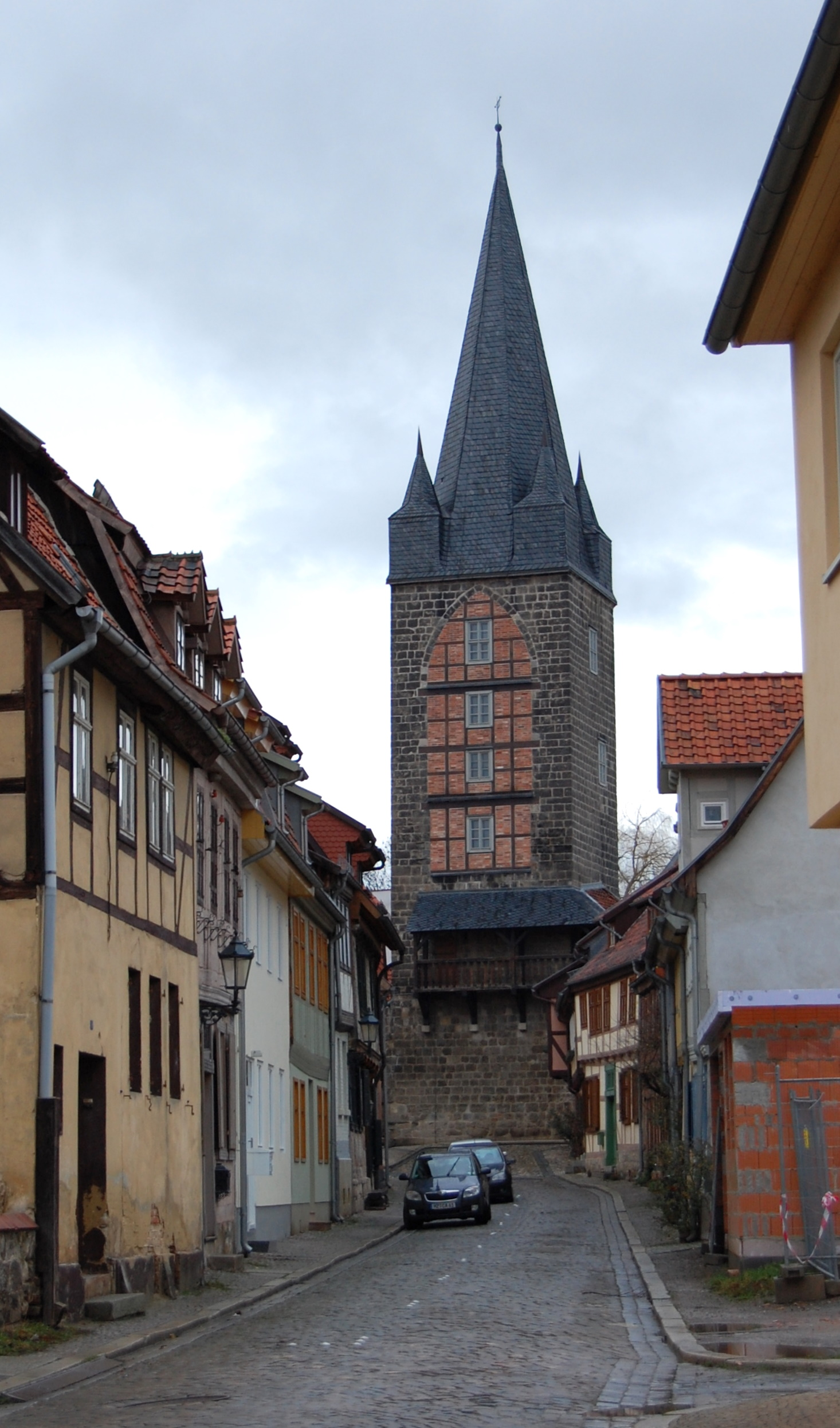
Schreckensdüvel

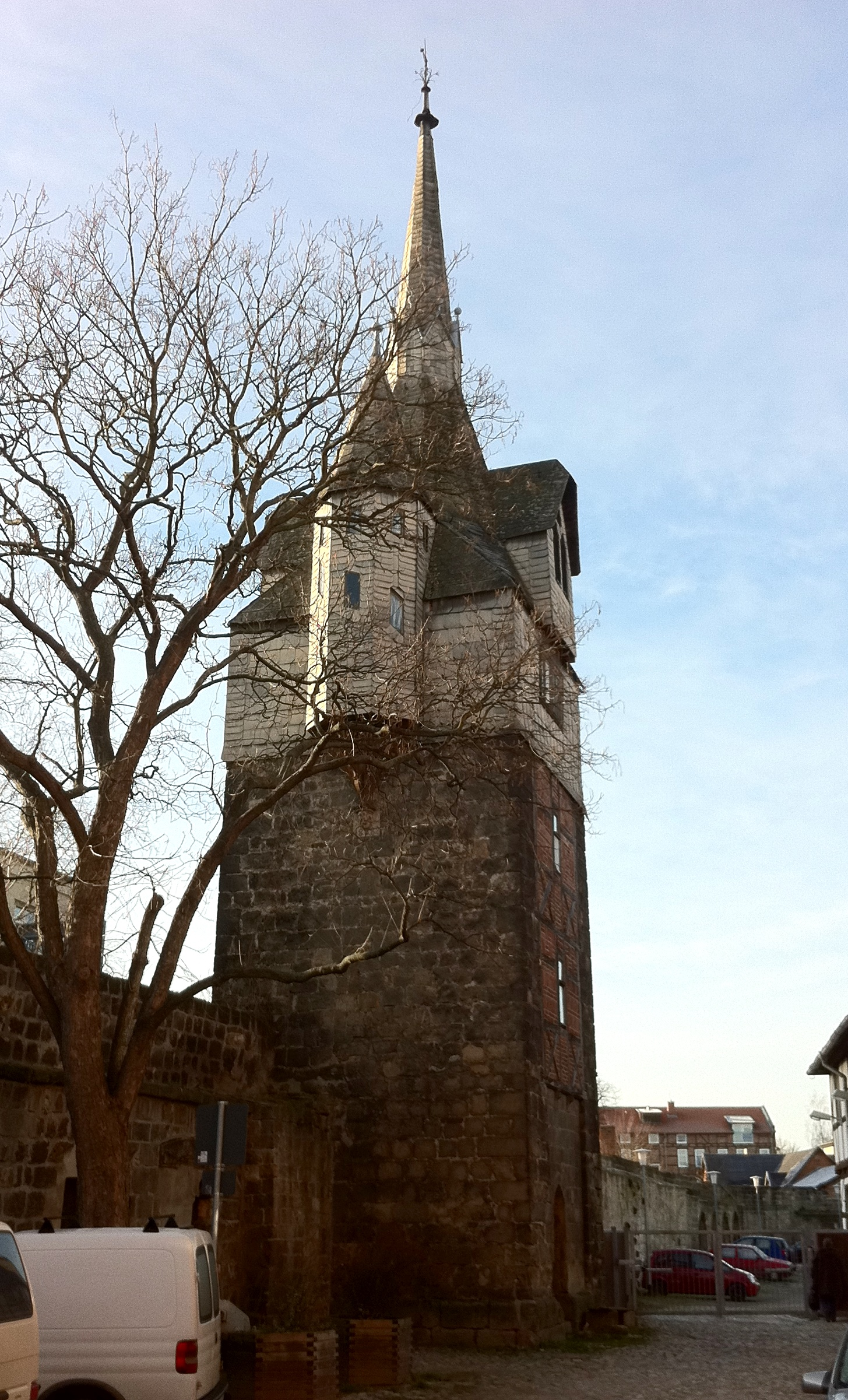
Turm opm Tittenplan an der Straße Hinter der Mauer

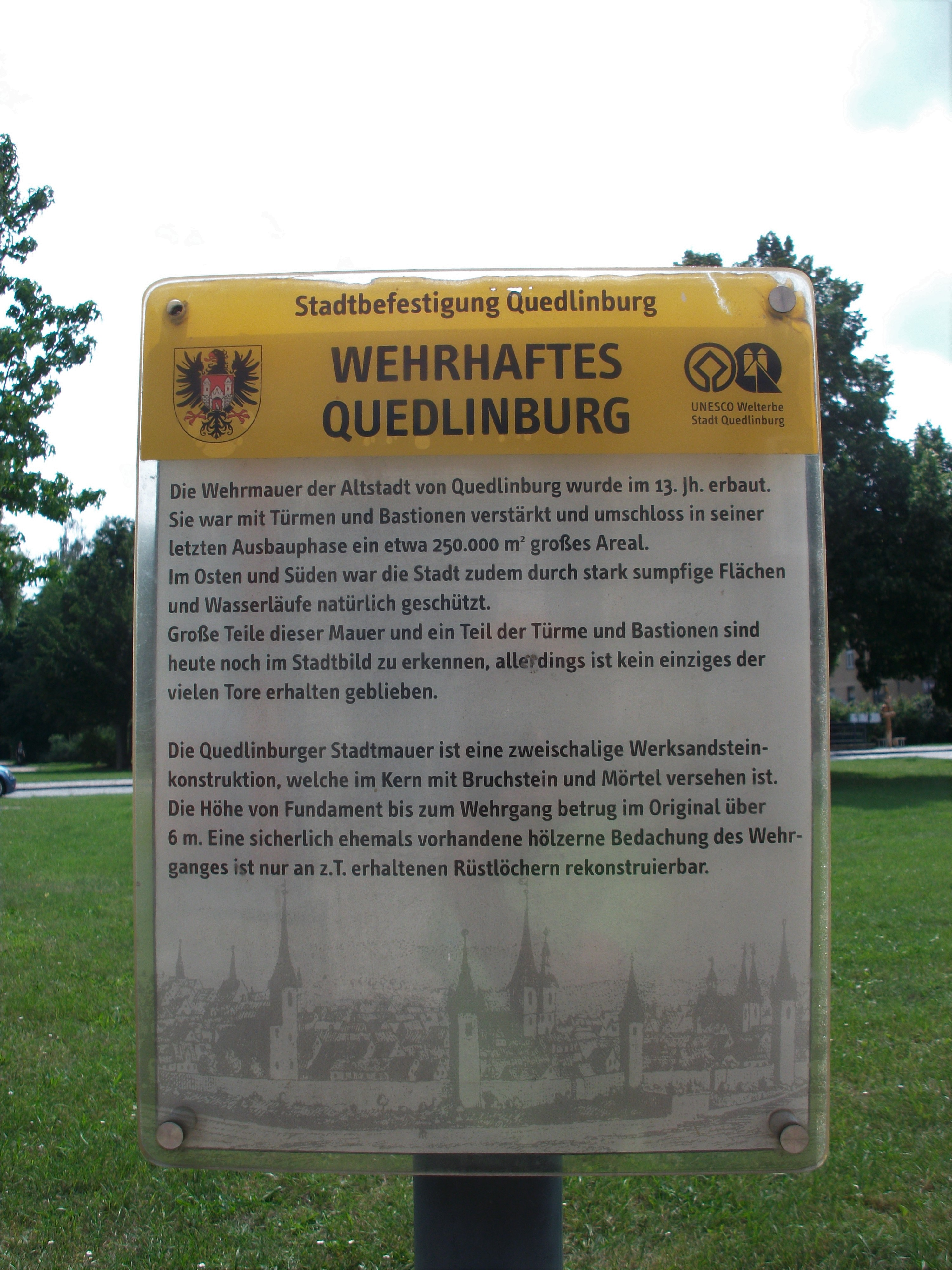
Stadtbefestigung Quedlinburg, Infotafel

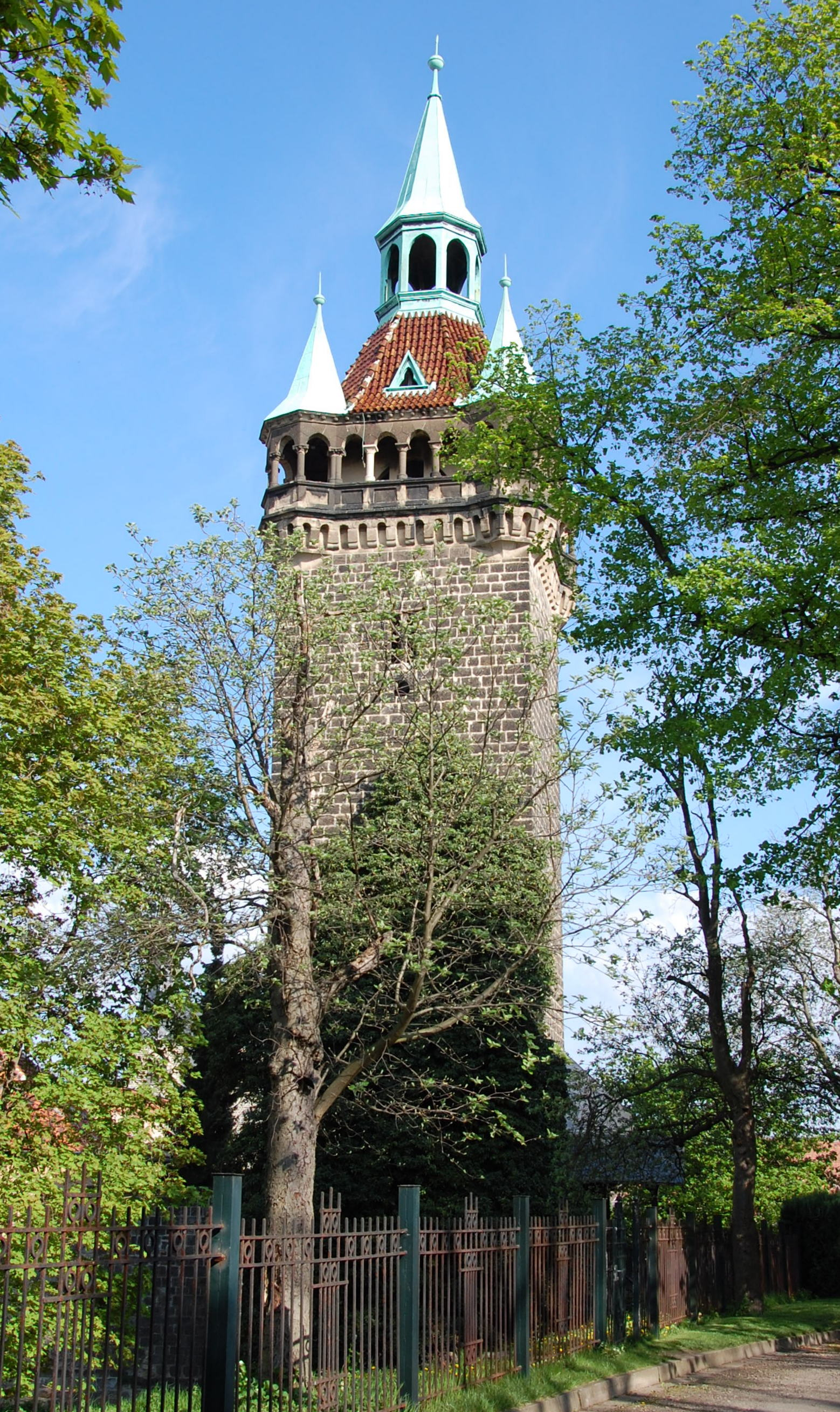
Hoher Turm

Die Stadtbefestigung Quedlinburg ist die denkmalgeschützte historische Stadtbefestigung der Stadt Quedlinburg in Sachsen-Anhalt.

## Lage
Sie umgibt die historische Alt- und Neustadt Quedlinburgs. Ihre heute erhaltenen Anlagen befinden sich insbesondere im Bereich der Straßen Adelheidstraße, An den Fischteichen, Bahnhofstraße, Carl-Ritter-Straße, Donndorfstraße, Hinter der Mauer, Kleersstraße und Wallstraße. Die Stadtbefestigung ist im Quedlinburger Denkmalverzeichnis eingetragen. Im Umfeld der Stadt befindet sich darüber hinaus noch die Quedlinburger Landwehr.

## Architektur und Geschichte
Eine erste urkundliche Erwähnung der Stadtbefestigung um die Quedlinburger Altstadt ist aus dem Jahr 1179 als murus forensis bzw. murus civitatis überliefert. Es wird angenommen, dass die früheste Stadtbefestigung bereits um 1150 entstand.
Es wird angenommen, dass die altstädtische Mauer drei Tore hatte. Neben dem Hohen Tor im Süden zum Burgberg und zum Westendorf hin, das Steinbrückentor im Südosten an der Steinbrücke sowie das Gröperntor im Norden an der Straße nach Halberstadt. Die ab der zweiten Hälfte des 12. Jahrhunderts errichtete Quedlinburger Neustadt wurde vermutlich ab 1225 mit einer eigenen Befestigung versehen. Im Süden bestand das Pölkentor, nach Osten das Oeringer Tor. Ein Tor in nördlicher Richtung gab es in der Neustadt nicht. Insgesamt gab es 17 hohe Türme und 14 Bastionen.
Eine Nachricht aus dem Jahr 1310 lässt vermuten, dass die Stadtbefestigung bereits ihre heutigen Ausmaße erreicht hatte. Nach 1337 wurden, anlässlich einer Fehde mit den Schirmvögten des Stifts Quedlinburg, den Grafen von Regenstein, im Jahr 1336, die Stadtmauern ausgebessert. Darüber hinaus wurden weitere sieben Stadttürme errichtet, von denen vier noch heute erhalten sind.
Beide Städte erhielten eine gemeinsame Befestigung. Die östliche Mauer der altstädtischen Befestigung konnte als innere Mauer aufgegeben werden. Andere Angaben geben eine Trennung der beiden Städte durch eine Befestigung noch bis Mitte des 17. Jahrhunderts an.
Im Jahr 1352 liegt eine urkundliche Erwähnung des Pölkentorturms vor. 1576/77 wurde das Gröperntor abgerissen und neu errichtet.
Insgesamt bestanden 27 Tor- bzw. Mauertürme, von denen zehn ganz oder in Teilen erhalten sind. Heute bestehen in der Altstadt noch der Hohe Turm, der Kruschitzkyturm, der Pulverturm, der Schreckendüvel und der stark überformte Spiegelturm. In der Neustadt stehen der Gänsehirtenturm, der Kaiserturm, der Schweinehirtenturm, der Turm opm Tittenplan sowie der Martinsturm. Zur Stadtbefestigung gehörten auch diverse Bastionen, wie die Bastion an der Ägidiikirche, die Kruschitzkybastion und die Bastion am Wordgarten. 
Die Stadtmauer wurde aus Sandsteinquadern errichtet und hat eine Höhe von 4,10 Meter bis 4,70 Meter. Stellenweise war sie bis zu 7 Meter hoch. Die Mauerstärke beträgt etwa 1,20 Meter. Die altstädtische Mauer hatte eine Länge von 2290 und die der Neustadt von 1570 Metern. Zur Verteidigung waren 1300 Menschen vorgesehen. Mehr als drei Kilometer, zum Teil noch mit Wehrgang, sind erhalten. Vor der Stadtmauer befand sich ein Graben, der bereits 1288 als fossatum civitatis erwähnt wurde. Er hatte eine Breite von 25 bis 50 Metern und war 5 bis 6 Meter tief. Abgesehen von den Fischteichen am Kleers, war der Graben nicht mit Wasser gefüllt.
Die Befestigung verfügte letztlich über sieben Stadttore: das Düstere Tor, das Gröperntor, das Hohe Tor, das Neuweger Tor, das Oeringer Tor und das Pölkentor. Als siebentes Stadttor wird seit der Entdeckung eines vermauerten Torbogens im Jahr 2003 der Kaiserturm angesehen.
Alle Stadttore wurden im Laufe des 19. Jahrhunderts ab 1828 abgerissen. Die Wälle und Gräben der Stadtbefestigung wurden 1820 und 1828 zum größten Teil aufgegeben. Die Gräben wurden verfüllt und als Gartenland genutzt. An einigen Stellen im Stadtgebiet ist ihr Verlauf noch erkennbar. In den Jahren 1857 und 1863 erfolgten im Norden der Stadt in der Weber- und der Reichenstraße Mauerdurchbrüche, um den Verkehr zu erleichtern. 1894 fand ein Durchbruch im Marschlinger Hof und 1896 in der Steinholzstraße, beides im westlichen Stadtgebiet, statt. 1895 wurde die Stadtmauer auch im Osten, in der Mauerstraße, geöffnet.
Im Bereich der Wallstraße ist noch die Kontermauer vorhanden. Auch in der Kleerstraße und den Grundstücken der Adelheidstraße ist der Verlauf erkennbar. 1954 wurden die Fischteiche am Kleers zugeschüttet.